# Kim Moon-saeng
Kim Moon-saeng (coreà: 김문생, nascut l'1 de gener de 1961) és un animador, director i guionista de Corea del Sud.

## Biografia
La seva experiència s'ha centrat en efectes especials amb pel·lícules d'animació durant més de 15 anys. Durant aquest període, ha dirigit més de 200 anuncis de televisió incloent productes com Fanta (animació complexa Buzz 2-D i 3-D: medalla d'or al 27th Creative Award USA, Korean Broadcasting Commercial Award 1988, Seoul Int'l Creative Animation). Premi Festival 1996, finalista Pinnacle 1997). Des de 1998, ha treballat amb agències de publicitat internacionals amb seu a Hong Kong com Oglivy & Mather i JWT. També és professor a la Kaywon Art School, ensenyant disseny de cinema.

## Wonderful Days
El 2003, Kim va crear la pel·lícula d'animació post-apocalíptica, Wonderful Days (també conegut com Sky Blue, als Estats Units i al Regne Unit), el seu primer llargmetratge fins ara. Explica la història d'un grup ètnic de persones coneguts com a Diggers que intenten destruir l'última ciutat contaminant de la Terra.